# Lifeline (Papa Roach)
Lifeline è una canzone dei Papa Roach, secondo singolo estratto dal loro sesto album in studio Metamorphosis (2009).

## Lista tracce
1. Lifeline - 4:06
2. Getting Away with Murder - 4:20

7" single
1. Lifeline (Radio Remix) - 3:59
2. Lifeline (Acoustic Version) - 3:57

## Risultati in classifica
| Classifica (2009)                       | Posizione |
| --------------------------------------- | --------- |
| US Billboard Hot 100                    | 81        |
| US Billboard Alternative Songs          | 3         |
| US Billboard Hot Mainstream Rock Tracks | 1         |
| US Billboard Rock Songs                 | 5         |
| US Billboard Adult Top 40               | 33        |
| Billboard Canadian Hot 100              | 95        |